# 女兒的女兒
《女兒的女兒》是於2024年上映的台灣劇情片，是台灣女導演黃熙繼《強尼·凱克》後的第二部劇情長片，由侯孝賢和張艾嘉擔任監製，張艾嘉、林嘉欣、劉奕兒共同主演。電影講述一位剛剛退休的母親在車禍中痛失愛女，面對女兒留下的冷凍胚胎的一連串心路歷程。
電影入選2024年多倫多影展競賽單元「平臺」，爭奪平臺獎，2024年9月12日首映；張艾嘉憑藉影片獲得榮譽提及。電影於2024年11月22日在台灣上映。

## 劇情大綱
一位花甲之年的母親在車禍中痛失愛女，當時女兒正在美國冷凍胚胎。母親決定前往美國拿走胚胎，但卻碰到另一個被她遺棄的女兒，兩人隨即爆發衝突。

## 陣容
- 張艾嘉 飾 金艾霞[4][5]
- 林嘉欣 飾 Emma[4]
- 劉奕兒 飾 范祖兒[4][6]
- 林小湛 飾 金老太[4]
- 趙文瑄 飾 Johnny[4]
- 周采詩 飾 周家儀[4]
- 馬汀尼 飾 王麗芬

## 製作

### 開發
2017年愛情片《強尼·凱克》上映後，黃熙開始規劃第二部長片作品，前期製作於2018年啟動，侯孝賢在項目早期出任監製。
電影正式開拍的五年前，張艾嘉決定加盟，她此前和黃熙、侯孝賢在迷你影集《良辰吉時》中有過合作。張艾嘉加盟的起因是侯孝賢聯繫上她，她讀過劇本後不久便答應出任監製和主演。劇本共用了五年時間開發，期間發生的COVID-19疫情讓張艾嘉有時間打磨劇本。重寫劇本的時候，黃熙想把故事的整個舞台搬到台灣，希望能減少製片成本，但張艾嘉堅持保留在美國拍攝的戲份。編劇過程中，黃熙向王小棣和瞿友寧探討劇情。2023年8月，林小湛加盟劇組。在2023年11月舉行的優良電影劇本評選活動中，電影獲得優等獎，因而獲得文化內容策進院國家發展基金扶持。同年12月5日，林嘉欣宣佈加盟劇組，電影定於同年耶誕節開拍。同樣在12月，黃熙正式宣佈出任導演，廖慶松出任剪輯、姚宏易擔任攝影指導，黃文英為藝術總監。

### 攝製
主體拍攝於2023年12月14日在臺北啟動，張艾嘉與林嘉欣宣佈出任主角。。2024年初，劇組移師紐約取景，取景地包括紐約地鐵。電影在1月農曆新年前如期殺青。

### 後製
2024年5月16日，電影入選第77屆坎城影展「金馬前進坎城」企劃，該企劃由臺北金馬影展執行委員會與坎城電影市場合作推出，中華民國文化部協辦。當時電影處於後製階段。電影全球首映前，台灣東昊影業擊敗香港安樂影片，拿下電影海外發行權。

## 發行
電影入選2024年多倫多影展競賽單元「平臺」，爭奪平臺獎，2024年9月12日首映；張艾嘉憑藉影片獲得榮譽提及，是平台獎自2015年設立以來獲得特別提及的第一人。評審團認為，《女兒的女兒》「情感細膩、構思巧妙」，張艾嘉的表演 「富有非凡的藝術性，對一位內心矛盾的母親進行層次豐富的描繪」。電影還入選第37屆東京國際影展主競賽單元，也是第21屆香港亞洲電影節閉幕片。
電影於2024年11月22日在台灣上映，由東昊影業發行。

## 獎項及提名
| 年份 | 大獎                 | 獎項             | 提名                                          | 結果 | 參考   |
| ---- | -------------------- | ---------------- | --------------------------------------------- | ---- | ------ |
| 2023 | 第45屆優良電影劇本獎 | 優等獎           | 不適用                                        | 獲獎 | [ 15 ] |
| 2024 | 第61屆金馬獎         | 最佳女主角       | 張艾嘉                                        | 提名 | [ 34 ] |
| 2024 | 第61屆金馬獎         | 最佳女配角       | 劉奕兒                                        | 提名 | [ 34 ] |
| 2024 | 第61屆金馬獎         | 最佳原著劇本     | 黃熙                                          | 獲獎 | [ 34 ] |
| 2024 | 第61屆金馬獎         | 最佳原創電影歌曲 | 〈妳怎麼想〉 演唱：安溥 作詞：安溥 作曲：安溥 | 提名 | [ 34 ] |
| 2024 | 第61屆金馬獎         | 最佳造型設計     | 高仙齡                                        | 提名 | [ 34 ] |
| 2025 | 第18屆亞洲電影大獎   | 最佳女主角       | 張艾嘉                                        | 提名 |        |
| 2025 | 第27屆台北電影獎     | 最佳女主角       | 張艾嘉                                        | 提名 |        |
| 2025 | 第27屆台北電影獎     | 最佳女配角       | 林嘉欣                                        | 提名 |        |
| 2025 | 第27屆台北電影獎     | 最佳編劇         | 黃熙                                          | 提名 |        |
| 2025 | 第27屆台北電影獎     | 最佳預告片獎     | 林雍益《女兒的女兒》                          | 提名 |        |

## 外部連結
- 互联网电影数据库（IMDb）上《女兒的女兒》的资料（英文）
- 豆瓣电影上《女兒的女兒》的資料 （简体中文）
- 时光网上《女兒的女兒》的資料（简体中文）
- 開眼電影網上《女兒的女兒》的資料（繁體中文）